# Shi Gaofeng
Shi Gaofeng (16 gennaio 1992) è uno schermidore cinese.

## Palmarès
- Campionati asiatici

Wuxi 2016: bronzo nella spada individuale e nella spada a squadre.
Hong Kong 2017: argento nella spada a squadre.
Bangkok 2018: oro nella spada a squadre.